# Octomeria ventii
Octomeria ventii är en orkidéart som beskrevs av Helga Dietrich. Octomeria ventii ingår i släktet Octomeria och familjen orkidéer. Inga underarter finns listade i Catalogue of Life.